# Trochosa kalukanai
Trochosa kalukanai är en spindelart som först beskrevs av Simon 1900.  Trochosa kalukanai ingår i släktet Trochosa och familjen vargspindlar. Inga underarter finns listade i Catalogue of Life.